# John Maxwell Coetzee
John Maxwell Coetzee (* 9. února 1940) je jihoafrický a australský autor, držitel Řádu Mapungubwe a Nobelovy ceny za literaturu z roku 2003, který emigroval z Jižní Afriky v roce 2002. Australské občanství obdržel 6. března 2006. Je dvojnásobným držitelem Man Booker Prize za romány Život a doba Michaela K. a Hanebnost, za nějž obdržel také Prix Femina.
Coetzee je běloch, Afrikánec s nizozemskými a německými kořeny. Vystudoval matematiku a angličtinu. Pracoval ve Velké Británii jako programátor, studia zakončil na texaské univerzitě (University of Texas at Austin) disertací o díle Samuela Becketta. Stále působí jako učitel anglické literatury. Ve svém díle kritizuje krátkozrakou politiku apartheidu ve své zemi, ale vyhýbá se jednoduchým soudům i řešením. Jeho styl je jednoduchý, přímočarý, důraz v jeho románech je kladen na atmosféru odcizení, nepochopení, ze které paradoxně jeho hrdinové čerpají pocit jistoty. Coetzee přiznává vliv existencialismu (Kafka, Beckett) na své psaní. Je vegetarián a otevřeně hájí práva zvířat.
Roku 2016 navštívil Prahu coby host Festivalu spisovatelů Praha.

## Dětství a studia
John Maxwell Coetzee se narodil 9. února 1940 v Kapském Městě do afrikánské rodiny. Jeho otec Zacharias Coetzee byl právník a státní zaměstnanec, potomek raných nizozemských přistěhovalců, kteří do Jižní Afriky přišli v 17. století. Matka Vera byla učitelka a její předci pocházeli z Německa a Polska. Doma se u nich mluvilo anglicky, ale s ostatními příbuznými se dorozumívali afrikánštinou.
Většinu dětství strávil Coetzee v Kapském Městě a ve Worcesteru v provincii Kapsko. O tomto období svého života se rozepisuje v autobiografické knize Chlapectví (Boyhood, 1997). Do Worcesteru se přestěhovali, když mu bylo osm let poté, co jeho otec přišel o práci ve státní správě. Po střední škole studoval matematiku a angličtinu na univerzitě v Kapském Městě a dokončil ji v roce 1960 (angličtina), respektive 1961 (matematika).
V roce 1962 odjel do Velké Británie, kde pracoval jako počítačový programátor pro IBM (do roku 1965). Toto období svého života zmapoval v románu Mládí (Youth, 2002). Po obdržení Fulbrightova stipendia odcestoval v roce 1965 na University of Texas v Austinu, kde získal titul PhD. v lingvistice (1969). Jeho závěrečná práce byla na téma počítačové stylistické analýzy díla Samuela Becketta. O tři roky později začal s výukou anglické literatury na State University of New York v Buffalu, kde zůstal až do roku 1971. Ve stejném roce zažádal o trvalý pobyt, ale byl odmítnut kvůli účasti na demonstraci proti válce ve Vietnamu, které se zúčastnil o rok dříve.

## Osobní život
V roce 1963 se oženil s Phillipou Jubberovou, v roce 1980 se však pár rozvedl. Z tohoto manželství má Coetzee dceru Giselu (narozena 1968) a syna Nicolase (narozen 1966). Nicolas zemřel v roce 1989 ve věku 23 let v důsledku pádu z okna.
6. března 2006 se Coetzee stal australským občanem.

## Návrat do JAR a emigrace
Svou první knihu s názvem Dusklands začal psát ještě za svého působení v Buffalu. Avšak poté, co byla zamítnuta jeho žádost o trvalý pobyt v USA, se vrátil Coetzee do Jižní Afriky, kde pokračoval jako učitel anglické literatury na univerzitě v Kapském Městě a získal zde také titul profesora (1983). Po odchodu do důchodu v roce 2002 se odstěhoval do Adelaide v Austrálii.
Kromě vlastní románové a kritické tvorby Coetzee překládá z afrikánštiny a nizozemštiny.

## Ocenění
John Maxwell Coetzee je nositelem řady cen, ačkoli je pověstný tím, že se vyhýbá samotnému slavnostnímu udělování. Jako první autor obdržel dvakrát cenu Booker Prize: prvně za knihu Život a doba Michaela K. (1983) a znovu za Hanebnost (1999). Kromě něj se to podařilo už jen dvěma autorům - Peteru Careyovi a Hilary Mantelové. 2. října 2003 pak byl zvolen nositelem Nobelovy ceny za literaturu, což z něj učinilo pátého nositele pocházejícího z Afriky a zároveň druhého Jihoafričana (první byla Nadine Gordimerová). Kromě těchto cen je nositelem řady čestných titulů a doktorátů z univerzit po celém světě.

## Knihy
- Dusklands (1974)
- In the Heart of the Country (1977), česky V srdci země (2009, přel. Drahomíra Michnová)
- Waiting for the Barbarians (1980), česky Čekání na barbary (2001, přel. Alexandra Büchlerová)
- Life & Times of Michael K (1983), česky Život a doba Michaela K. (1998, znovu 2006, přel. Pavel Dominik)
- Foe (1986), česky Ďabiel DeFoe (2009, přel. Edita Drozdová)
- White Writing: On the Culture of Letters in South Africa (1988)
- Age of Iron (1990)
- Doubling the Point: Essays and Interviews (1992)
- The Master of Petersburg (1994)
- Giving Offense: Essays on Censorship (1997)
- Boyhood: Scenes from Provincial Life (1998), česky Chlapectví (2007, přel. Drahomíra Michnová)
- Disgrace (1999), česky Hanebnost (2000, přel. Monika Vosková)
- The Lives of Animals (1999)
- Youth: Scenes from Provincial Life II (2002), česky Mládí (2007, přel. Bohumila Kučerová)
- Stranger Shores: Literary Essays, 1986-1999 (2002)
- Elizabeth Costello (2003)
- Slow Man (2005), česky Pomalý muž (2007, přel. Edita Drozdová)
- Diary of a Bad Year (2007), česky Deník špatného roku (2008, přel. Zdík Dušek)
- Summertime (2009), česky Zrání (2010)
- Childhood of Jesus (2013)
- The Schooldays of Jesus (2016)